# Крутец (Киржачский район)
Крутец — деревня в Киржачском районе Владимирской области России, входит в состав Филипповского сельского поселения. 

## География
Деревня расположена в 10 км на северо-запад от центра поселения села Филипповское и в 27 км на запад от Киржача близ автодороги А-108. 

## История
В конце XIX — начале XX века деревня входила в состав Филипповской волости Покровского уезда, с 1926 года в составе Александровского уезда. В 1859 году в деревне числилось 29 дворов, в 1905 году — 69 дворов, в 1926 году — 88 дворов.
С 1880 года в деревне располагалась шёлково-ткацкая фабрика крестьянина Михаила Николаевича Крошилова. По данным на 1900 год на фабрике работало 12 рабочих.
По данным на 1895 год в деревне проводилось две ежегодные однодневные ярмарки: Крещенская — 9 января (продавалось товара на сумму 3100 руб) и Постная — 29 августа (продавалось товара на сумму 1170 руб).
С 1929 года деревня являлась центром Крутецкого сельсовета Киржачского района, с 1940 года — в составе Филипповского сельсовета, с 2005 года — в составе Филипповского сельского поселения.

## Население
| 1859 | 1905 | 1926 | 2002 | 2010 | 2021 |
| ---- | ---- | ---- | ---- | ---- | ---- |
| 191  | ↗356 | ↗384 | ↘4   | ↗18  | ↘4   |